# パット・メセニー
パット・メセニー（Pat Metheny、1954年8月12日 - ）は、アメリカ合衆国出身のジャズ・ギタリスト。また、自身が率いるパット・メセニー・グループのリーダーでもある。
ミズーリ州リーズ・サミット生まれ。兄にジャズ・トランペッターのマイク・メセニーがいる。なお、本人を含めて英語圏での名前の発音は第二音節にアクセントを置いた「メシーニー」に近い。

## 来歴
1954年8月12日、ミズーリ州リーズ・サミットにて生まれる。13歳でギターを独学で始める。
1972年、ゲイリー・バートンのコンサートの際、メセニーは彼の楽屋に行き、自身の演奏を披露しバートンのグループの加入を願う。バートンはメセニーの実力を認め、彼の推薦により18歳でバークリー音楽大学の講師を務めた。
1974年、ゲイリー・バートンのアルバム『リング』でレコーディング・デビュー。
1975年にジャコ・パストリアスを迎えて発表した初リーダー作『ブライト・サイズ・ライフ』をECMで発表しソロ・キャリアをスタートさせた。 
1977年にバートンのグループを離れセカンド・アルバム『ウォーターカラーズ』を発表。このアルバムで共演したキーボディストのライル・メイズらとパット・メセニー・グループを結成、1978年に『パット・メセニー・グループ（旧邦題:想い出のサン・ロレンツォ）』を発表。オリジナル・メンバーはライルに加え、マーク・イーガン、ダン・ゴットリーブ。以後『アメリカン・ガレージ』(1979年)、『オフランプ（旧邦題:愛のカフェ・オーレ）』(1981年)、『ファースト・サークル』(1984年)を発表する。
1985年に自主プロダクション、メセニー・グループ・プロダクションを設立し、配給レーベルをのゲフィン・レコードと契約。1986年に同社からの第1弾アルバムとして、オーネット・コールマンと連名の『ソングX』を発表。その後、ブラジル音楽の要素を取り入れた、『スティル・ライフ』(1987年)、『レター・フロム・ホーム』(1989年)を発表し、ヒット作を次々と生み出す。
1997年にワーナー・ブラザース・レコードと契約。しかし、2004年にはワーナー・ミュージック・グループの大幅な改編に伴いワーナー・ブラザース・レコードはジャズ部門を閉鎖、同グループのノンサッチ・レコードに移り契約。ゲフィン期のディスコグラフィをリイシューし始める。2005年12月にブラッド・メルドーと共に行ったレコーディングは、ノンサッチから『メセニー・メルドー』（2006年発売）、『カルテット』（2007年発売）といったアルバムとして発表された。
2008年、ECM期のディスコグラフィをSHM-CD仕様でリイシューして発売した。この時は、初回限定盤だったが、2011年に廉価版として再発された。
2010年には新ソロ・プロジェクト「オーケストリオン・プロジェクト」を開始。これは、19世紀末から20世紀初頭に実在したオーケストリオンという機械を現代に再構築し、オーケストラ等で使用される楽器を自身のキューによって同時演奏することができる機械仕掛けである。これを用いた世界ツアーをし、11月にニューヨーク州ブルックリンにあるセント・エリアス教会で2日間収録したものは2013年に映像化と音源化された。
2012年にはクリス・ポッター、ベン・ウィリアムズ、アントニオ・サンチェスと新バンド、ユニティ・バンドを開始し、2013年にジュリオ・カルマッシを加えてパット・メセニー・ユニティ・グループに拡大した。同年には作曲家でサクソフォニストのジョン・ゾーンの楽曲集『BOOK OF ANGELS』の2集目となる『Masada Book』の楽曲を取り上げたアルバム『タップ』を発表。ノンサッチとジョンのレーベル「ツァディク」からジャケット・仕様違いで発売されている。これはほかのミュージシャンも取り上げているシリーズの20集目となる。

### ブラジル音楽からの影響
メセニーは若い頃よりミルトン・ナシメントやロー・ボルジェス、トニーニョ・オルタ等のブラジル音楽に興味を持っていた。オルタとは1980年にブラジル公演に来た時に女性ギタリスト、セリア・ヴァスの紹介で出会う。彼とは意気投合し、レコーディング中のオルタの1980年発表のセカンド・アルバム『トニーニョ・オルタ』に2曲参加。メセニーは自分の家にオルタを招くほどに仲良くなり、オルタのアメリカでの録音による1983年の『ムーンストーン』にも参加。そして、彼はECMを離れた後の1987年にかねてより望んでいたブラジル音楽に影響された、『スティル・ライフ』や『レター・フロム・ホーム』を発表することとなる。

## 奏法
ピックは親指と中指でつまむ独特の持ち方をする。ピック自体も通常使われる尖った部分ではなく、丸い部分を弦に当てる。ソロ・プレイでは左手はハンマリングとプリングを多用した基本的にピッキングの少ないレガート奏法が中心である。そのテクニックを駆使したアルペジオや半音進行を多用した独自のフレーズがトレードマークとなっている。

## 使用機材

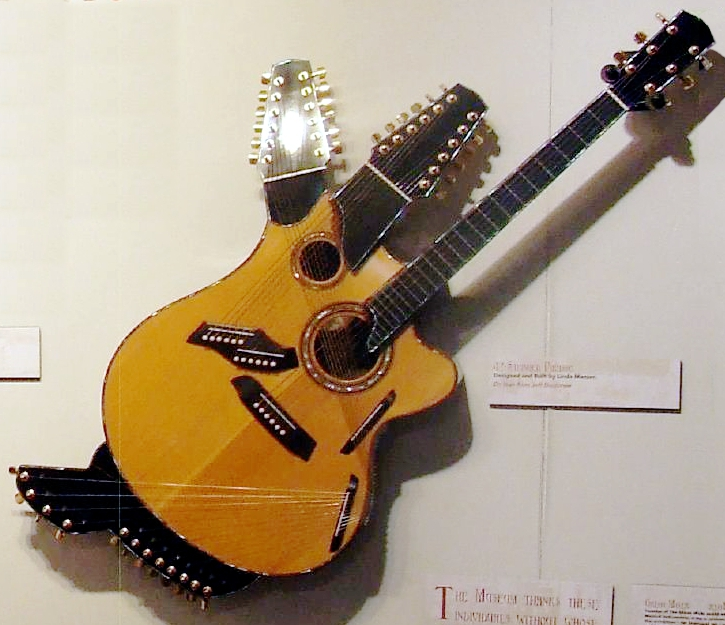
ピカソ・ギター

アイバニーズ・パット・メセニーモデル
幾多の試作品の製作を経て実現したシグネイチャーモデル。いずれもフル・アコースティックボディで、ごく標準的なシングルカッタウェイのPM35、ダブルカッタウェイを採用したユニークな仕様のPM100、ボディを薄くした2ピックアップのタイプのPM120と変遷を経て、現在はシングルカッタウェイのボデイを持つPM200がシグネイチャーモデルとなっている。さらにこのPM200の廉価版としてPM2が存在する。またアイバニーズにオーダーしたミニサイズのピッコロギターもレコーディングで使用している。
ギブソンES-175
長年にわたり活躍してきた、パット・メセニーのトレードマークとも言えるギターである。ベトナム戦争に出征したまま帰らなかった兵士の愛器を譲り受けたというギター。本来フロント・ピックアップのみの仕様のはずだが、リアにハムバッカーを装着した痕跡がある（現在はガムテープで穴が塞がれている）。ボディ向かって右のFホールの右側にもポットを装着した跡が2カ所あり、同様に右のカッタウェイ部分にもピックアップ・セレクタ跡とおぼしき穴がある（これは木材で埋められている）。ボディサイドにも割れた跡があるが、ガムテープで補修している。
ヘッドストック部も本来は無いはずのセルバインディングがあるなど、通常のES-175とはかなり異なる個体である。ボディエンドのストラップ・ピンが欠落している為、テイルピースに靴磨きブラシのようなものを介してストラップが結びつけられている。これはたまたまステージに出る直前に破損してしまった為に、応急処置として楽屋にたまたま手元にあった歯ブラシを使って強引に括り付けたもので、以後そのままにしている事から、彼のトレードマークとなっていた。現在は殆どステージでは使用していないが、レコーディングでは今もなお使用している。
ブリッジは本来の仕様であるローズウッドから、60年代前半のチューン・O・マチックに変更されている。トラスロッド・カバーも本来のものではなく「CUSTOM」と書かれた別機種のものが装着されている。
ブリッジ付近にギターシンセサイザー用MIDIピックアップが装着されていることも多い。
ピカソ・ギター
弦楽器職人のリンダ・マンザーがメセニーのために作った4本ネックで計42弦(6弦のネックが1本、12弦のネックが3本)のアコースティックギター。オリジナルは2年かけて1984年に作られた。パット本人曰く、この個体1本で「As Falls Wichita, So Falls Wichita Falls」を演奏出来るのだという。
ローランドG303
ローランドのギターシンセサイザー。3本所有。それぞれの特徴としてボディにシンクラヴィアのギターシンセサイザー・コントローラーを組み込んだ個体、トレモロユニットを装着されネックも換装された個体など、いずれも大幅な改造を受けている。彼はこの音色を大変気に入っており、今でも見つけ次第すぐに手に入れているという。
サドウスキー・エレクトリック・ガット
サドウスキー製のソリッド・エレクトリック・ガットギター。テレキャスター型ボディにメイプルネック、ローズウッド指板、22フレット。「シークレット・ストーリー」ツアーなどで使用。
リンダ・マンザー作アコースティック・ギター
カナダのビルダー、リンダ・マンザーが製作したスティール弦アコースティック・ギター。前述「ピカソ・ギター」を含め、パットは複数台所有しているが、オーソドックスな「ザ・マンザー」モデルは「モア・トラヴェルズ」などでライル・メイズとデュオ演奏をした際に使用された。「この他にもバリトンギターやシタールギター等、数種類のギターをオーダーしている。
オヴェイション・1763クラシック
1970年代後半から1980年代前半の個体。
コーラル・エレクトリック・シタール
「ラスト・トレイン・ホーム」のメロディを弾くには不可欠。ピックアップが交換される改造が施されている。この曲を開発者であるダンエレクトロ社のヴィンセント・ベルに聞かせたところ、楽曲を絶賛、パットに試作品のエレクトリック・シタールをプレゼントしたという。

## ディスコグラフィ

### リーダー・アルバム
- 『ブライト・サイズ・ライフ』 - Bright Size Life (1976年、ECM) ※1975年12月録音
- 『ウォーターカラーズ』 - Watercolors (1977年、ECM) ※1977年2月録音
- 『ニュー・シャトークァ』 - New Chautauqua (1979年、ECM) ※1978年8月録音
- 『80/81』 - 80/81 (1980年、ECM) ※1980年5月録音
- 『ウィチタ・フォールズ』 - As Falls Wichita, So Falls Wichita Falls (1981年、ECM) ※ライル・メイズと連名。1980年録音
- 『リジョイシング』 - Rejoicing (1984年、ECM) ※1983年11月録音
- 『ソングX』 - Song X (1986年、Geffen) ※オーネット・コールマンと連名。1985年12月録音
- 『クエスチョン・アンド・アンサー』 - Question and Answer (1990年、Geffen) ※デイヴ・ホランド、ロイ・ヘインズと連名。1989年12月録音
- 『シークレット・ストーリー』 - Secret Story (1992年、Geffen) ※1991年-1992年録音。第35回グラミー賞最優秀コンテンポラリー・ジャズ・パフォーマンス
- 『ゼロ・トレランス・フォー・サイレンス』 - Zero Tolerance for Silence (1994年、Geffen) ※1992年12月録音
- 『ジョン・スコフィールド&パット・メセニー』 - I Can See Your House from Here (1994年、Blue Note) ※ジョン・スコフィールドと連名。1993年12月録音
- 『天国への道』 - Passaggio Per Il Paradiso (1996年、Geffen/MCA) ※1996年録音。サウンドトラック
- 『サイン・オブ4』 - Sign of 4 (1997年、Knitting Factory) ※デレク・ベイリー、グレッグ・ベンディアン、ポール・ワーティコと連名。1996年録音
- 『ミズーリの空高く』 - Beyond the Missouri Sky (Short Stories) (1997年、Verve) ※チャーリー・ヘイデンと連名。1996年録音。第40回グラミー賞最優秀ジャズ・インストゥルメンタル・グループ
- 『ライク・マインズ』 - Like Minds (1998年、Concord Jazz) ※ゲイリー・バートン、チック・コリア、デイヴ・ホランド、ロイ・ヘインズと連名。1997年12月録音
- 『ジム・ホール＆パット・メセニー』 - Jim Hall and Pat Metheny (1999年、Telarc) ※ジム・ホールと連名。1998年7月、8月録音
- 『ア・マップ・オブ・ザ・ワールド』 - A Map of the World (1999年、Warner) ※1999年録音。サウンドトラック
- 『トリオ99→00』 - Trio 99→00 (2000年、Warner) ※1999年録音
- 『トリオ→ライブ』 - Trio→Live (2000年、Warner) ※1999年-2000年録音
- 『ウポイエニェ』 - Upojenie (2002年、arner Music Poland) ※アナ・マリア・ヨペックと連名
- 『ワン・クワイエット・ナイト』 - One Quiet Night (2003年、Warner) ※2001年、2003年録音。第46回グラミー賞最優秀ニューエイジ・アルバム
- 『メセニー・メルドー』 - Metheny/Mehldau (2006年、Nonesuch) ※ブラッド・メルドーと連名。2005年12月録音
- 『カルテット』 - Metheny/Mehldau Quartet (2007年、Nonesuch) ※ブラッド・メルドーと連名。2005年12月録音
- 『デイ・トリップ』 - Day Trip (2008年、Nonesuch) ※2005年録音
- 『トーキョー・デイ・トリップ』 - Tokyo Day Trip (2008年、Nonesuch) ※EP。2004年ライブ録音
- 『オーケストリオン』 - Orchestrion (2010年、Nonesuch) ※2009年録音
- 『ホワッツ・イット・オール・アバウト』 - What's It All about (2011年、Nonesuch) ※2011年録音。第54回グラミー賞最優秀ニューエイジ・アルバム
- 『オーケストリオン・プロジェクト』 - Orchestrion Project (2012年、Nonesuch) ※2010年ライブ録音
- 『ユニティ・バンド』 - Unity Band (2012年、Nonesuch) ※パット・メセニー・ユニティ・バンド名義。2012年録音。第55回グラミー賞最優秀ジャズ・インストゥルメンタル・アルバム
- 『タップ』 - Tap: Book of Angels Volume 20 (2013年、Nonsuch/Tzadik) ※ジョン・ゾーン楽曲集。2013年録音
- 『KIN (←→)』 - KIN (←→) (2014年、Nonesuch) ※パット・メセニー・ユニティ・グループ名義。2013年録音
- 『オマージュ』 - Hommage À Eberhard Weber (2015年、ECM) ※ヤン・ガルバレク、ゲイリー・バートン、他参加。2015年ライブ録音
- 『ユニティ・セッションズ』 - The Unity Sessions (2016年、Nonesuch) ※パット・メセニー・ユニティ・グループ名義。2014年ライブ録音
- 『ミーツ・パット・メセニー』 - Cuong Vu Trio Meets Pat Metheny (2016年、Nonesuch) ※クオン・ヴー・トリオと連名。2015年2月録音
- 『フロム・ディス・プレイス』 - From This Place (2020年、Nonesuch)
- 『ロード・トゥ・ザ・サン』 - Road To The Sun (2021年、Modern Recordings)
- 『SIDE-EYE NYC (V1.IV)』 - Side Eye NYC V1.IV (2021年、Modern Recordings)
- 『ドリームボックス』-Dream Box (2023年、Modern Recordings)

### コンピレーション・アルバム
- 『パット・メセニー・ベスト』 - Works (1984年、ECM)
- Works II (1988年、ECM)
- 『ECM 24-bit ベスト・セレクション』 - Selected Recordings: rarum IX (2004年、ECM)

### パット・メセニー・グループ
- 『パット・メセニー・グループ』 - Pat Metheny Group (1978年、ECM) ※1978年1月録音
- 『アメリカン・ガレージ』 - American Garage (1980年、ECM) ※1979年7月録音
- 『オフランプ』 - Offramp (1982年、ECM) ※1981年10月録音
- 『トラヴェルズ』 - Travels (1983年、ECM) ※1982年7月-11月録音
- 『ファースト・サークル』 - First Circle (1984年、ECM) ※1984年2月録音
- 『コードネームはファルコン』 - The Falcon and the Snowman (1985年、EMI) ※1984年録音。サウンドトラック
- 『スティル・ライフ (トーキング)』 - Still Life (Talking) (1987年、Geffen) ※1987年3月-4月録音
- 『レター・フロム・ホーム』 - Letter from Home (1989年、Geffen) ※1989年4月録音
- 『ザ・ロード・トゥ・ユー』 - The Road to You (1993年、Geffen) ※1993年録音
- 『ウィ・リヴ・ヒア』 - We Live Here (1995年、Geffen) ※1994年録音
- 『カルテット』 - Quartet (1996年、Geffen) ※1996年録音
- 『イマジナリー・デイ』 - Imaginary Day (1997年、Warner Bros.) ※1997年録音
- 『スピーキング・オブ・ナウ』 - Speaking of Now (2002年、Warner Bros.) ※2001年録音
- 『ザ・ウェイ・アップ』 - The Way Up (2005年、Nonesuch) ※2003年-2004年録音

### 参加アルバム
- ゲイリー・バートン : 『リング』 - Ring (1974年、ECM)
- ゲイリー・バートン : 『ドリーム・ソー・リアル〜カーラ・ブレイ作品集』 - Dreams So Real - Music of Carla Bley (1976年、ECM)
- ゲイリー・バートン : 『パッセンジャーズ』 - Passengers (1977年、ECM)
- ジョニ・ミッチェル : 『シャドウズ・アンド・ライト』 - Shadows and Light (1979年、Asylum)
- トニーニョ・オルタ : 『トニーニョ・オルタ』 - Toninho Horta (1980年、EMI-Odeon)
- ミルトン・ナシメント : 『出会いと別れ』 - Encontros e Despedidas (1985年)
- スティーヴ・ライヒ : 『ディファレント・トレインズ / エレクトリック・カウンターポイント』 - Different Trains / Electric Counterpoint (1987年)
- マイケル・ブレッカー : 『マイケル・ブレッカー』 - Michael Brecker (1987年、Impulse!)
- 矢野顕子 : 『WELCOME BACK』 (1989年、MIDI)
- ゲイリー・バートン : 『リユニオン』 - Reunion (1990年、GRP)
- セリア : 『やさしい光につつまれて』 - Tell Me Where You're Going (1990年、Sonet)
- 矢野顕子 : 『LOVE LIFE』 (1991年、Epic)
- ブルース・ホーンズビー : 『ハーバー・ライツ』 - Harbor Lights (1993年、RCA)
- ジョシュア・レッドマン : 『WISH』 - Wish (1993年、Warner Bros.)
- マイケル・ブレッカー : 『テイルズ・フロム・ザ・ハドソン』 - Tales from the Hudson (1996年、Impulse!)
- 矢野顕子 : 『Oui Oui』 (1997年、Epic)
- マイケル・ブレッカー : 『タイム・イズ・オブ・ジ・エッセンス』 - Time Is of the Essence (1999年、Verve)
- マイケル・ブレッカー : 『ニアネス・オブ・ユー:ザ・バラード・ブック』 - Nearness of You: The Ballad Book (2001年、Verve)
- マイケル・ブレッカー : 『聖地への旅』 - Pilgrimage (2007年、Heads Up)

## 受賞歴

### グラミー賞

#### 個人
| タイトル        | 年度 | 部門                                              |  |
| --------------- | ---- | ------------------------------------------------- |  |
| Offramp         | 1983 | Best Jazz Fusion Performance                      |  |
| Travels         | 1984 | Best Jazz Fusion Performance                      |  |
| Change of Heart | 1991 | Best Instrumental Composition                     |  |
| Secret Story    | 1993 | Contemporary Jazz Album                           |  |
| Missouri Sky    | 2000 | Best Jazz Instrumental Album, Individual or Group |  |
| Like Minds      | 2000 | Best Jazz Instrumental Album, Individual or Group |  |
| (Go) Get It     | 2001 | Best Jazz Instrumental Solo                       |  |
| Unity Band      | 2013 | Best Jazz Instrumental Album                      |  |

#### パット・メセニー・グループ
| タイトル                 | 年度 | 部門                               |  |
| ------------------------ | ---- | ---------------------------------- |  |
| Travels                  | 1984 | Best Jazz Fusion Performance       |  |
| First Circle             | 1985 | Best Jazz Fusion Performance       |  |
| Still Life (Talking)     | 1988 | Best Jazz Fusion Performance       |  |
| Letter From Home         | 1990 | Best Jazz Fusion Performance       |  |
| The Road to You          | 1994 | Best Contemporary Jazz Album       |  |
| We Live Here             | 1996 | Best Contemporary Jazz Album       |  |
| Imaginary Day            | 1999 | Best Contemporary Jazz Album       |  |
| The Roots of Coincidence | 1999 | Best Rock Instrumental Performance |  |
| Speaking of Now          | 2003 | Best Contemporary Jazz Album       |  |
| The Way Up               | 2006 | Best Contemporary Jazz Album       |  |

## 来日歴

### パット・メセニー ソロ名義
- 1979年 ECM スーパーギタリスト・フェスティバル '79
- 1981年 パット・メセニーJAPAN TOUR '81(中野サンプラザ他)

### パット・メセニー・グループ
- 1980年 ECM 10周年記念コンサート・シリーズ（中野サンプラザホール他）
- 1981年 Ai Music PRESENTS'81（中野サンプラザホール他）
- 1983年 TRAVELING!（五反田簡保ホール他）
- 1985年 ファースト・サークル・ツアー（五反田簡保ホール他）
- 1987年 スティルライフ（トーキング）・ツアー（大阪サンケイホール他）
- 1990年 レター・フロム・ホーム・ツアー　（三軒茶屋・昭和女子大・人見記念講堂他）
- 1992年 ライブ・アンダー・ザ・スカイ（よみうりランドイースト他）
- 1996年 ウィ・リヴ・ヒア・ツアー（五反田簡保ホール他）
- 1998年 イマジナリー・デイ・ツアー（中野サンプラザ他）
- 2002年 スピーキング・オブ・ナウ・ツアー（NHKホール他）
- 2005年 ザ・ウェイ・アップ・ツアー（東京国際フォーラム他）
- 2008年-2009年 グランドフィナーレ2008＆ブリリアントイヤー2009（ブルーノート東京・名古屋）

### パット・メセニー・ユニティ・バンド
- 2013年 ワールド・プレミア公演（ブルーノート東京）

### パット・メセニー・ユニティ・グループ
- 2014年 ワールドツアー2014（すみだトリフォニーホール他）

### その他
- 1983年 ソニー・ロリンズ・カルケットの一員として(ライブ･アンダー･ザ･スカイ'83)

### ソロその他
- 2003年 Pat Metheny Trio Live（ブルーノート東京）
- 2006年 Gary Burton カルテット（ブルーノート東京）
- 2007年 Pat Metheny / Brad Mehldau カルテット・ツアー(NHKホール他)
- 2010年 Pat Metheny the orchestrion tour (すみだトリフォニーホール他)
- 2012年 Pat Metheny with Larry Grenadier (ブルーノート東京 名古屋ブルーノート他)
- 2015年 Blue Note JAZZ FESTIVAL in JAPAN 2015 (横浜赤レンガ野外特設ステージ)
- 2016年 Pat Metheny with Antonio Sánchez, Linda  May Han Oh & Gwilym Simcock (5月16日・17日 名古屋ブルーノート、18日 大阪 サンケイホールブリーゼ、20日・21日・22日・24日 ブルーノート東京、25日 新宿文化センター)
- 2016年 Pat Metheny & Christian McBride (9月3日 東京ジャズ、4日・5日 ブルーノート東京)
- 2019年 Pat Metheny "A NIGHT OF DUOS & TRIOS" with Linda  May Han Oh & Gwilym Simcock (1月9日・10日 名古屋ブルーノート11日・12日・13日・14日 ブルーノート東京)
- 2019年 Pat Metheny "SIDE EYE" with James Francies & Nate Smith (1月16日・17日・18日・19日・20日 ブルーノート東京)